# 44e cérémonie des Daytime Emmy Awards
La 44e cérémonie annuelle des Daytime Emmy Awards, organisée par l'Academy of Television Arts and Sciences récompense le meilleur des programmes de journée a eu lieu le 30 avril 2017 au Pasadena Civic Auditorium à Los Angeles en Californie.

## Cérémonie
Les nominations pour la 44e cérémonie annuelle des Daytime Emmy Awards ont été annoncées en direct le 22 mars 2017.

## Palmarès
Note : Les lauréats sont indiqués ci-dessous en premier de chaque catégorie et en gras.

### Programmes

#### Meilleure série télévisée dramatique
- Hôpital central
  - Les Feux de l'amour
  - Des jours et des vies
  - Amour, Gloire et Beauté

#### Meilleur jeu télévisé
- Jeopardy!
  - Celebrity Name Game
  - Family Feud
  - Let's Make a Deal
  - The Price Is Right

#### Meilleur programme matinal
- Good Morning America
  - CBS Sunday Morning
  - CBS This Morning
  - The Today Show

#### Meilleur débat télévisé d'information
- The Dr. Oz Show
  - Steve Harvey
  - The Chew
  - The Kitchen
  - Larry King Now

#### Meilleur débat télévisé de divertissement
- The Ellen DeGeneres Show
  - Live! with Kelly
  - Maury
  - The Talk
  - The View

#### Meilleure émission d'informations et de divertissement
- Entertainment Tonight
  - Access Hollywood
  - E! News
  - Extra
  - Inside Edition

### Performances

#### Meilleur acteur dans une série télévisée dramatique
- Scott Clifton pour le rôle de Liam Spencer dans Amour, Gloire et Beauté
  - Peter Bergman pour le rôle de Jack Abbott dans Les Feux de l'amour
  - Billy Flynn pour le rôle de Chad DiMera dans Des jours et des vies
  - Vincent Irizarry pour le rôle de Deimos Kiriakis dans Des jours et des vies
  - Kristoff St. John pour le rôle de Neil Winters dans Les Feux de l'amour

#### Meilleure actrice dans une série télévisée dramatique
- Gina Tognoni pour le rôle de Phyllis Summers dans Les Feux de l'amour
  - Nancy Lee Grahn pour le rôle d'Alexis Davis dans Hôpital central
  - Heather Tom pour le rôle de Katie Logan dans Amour, Gloire et Beauté
  - Jess Walton pour le rôle de Jill Abbott dans Les Feux de l'amour
  - Laura Wright pour le rôle de Carly Corinthos dans Hôpital central

#### Meilleur acteur dans un second rôle dans une série télévisée dramatique
- Steve Burton pour le rôle de Dylan McAvoy dans Les Feux de l'amour
  - John Aniston pour le rôle de Victor Kiriakis dans Des jours et des vies
  - Chad Duell pour le rôle de Michael Corinthos dans Hôpital central
  - Jeffrey Vincent Parise pour les rôles de Carlos et Joe Rivera dans Hôpital central
  - James Reynolds pour le rôle d'Abe Carver dans Des jours et des vies

#### Meilleure actrice dans un second rôle dans une série dramatique
- Kate Mansi pour le rôle d'Abigail Deveraux dans Des jours et des vies
  - Stacy Haiduk pour le rôle de Patty Williams dans Les Feux de l'amour
  - Anna Maria Horsford pour le rôle de Vivienne Avant dans Amour, Gloire et Beauté
  - Finola Hughes pour le rôle d'Anna Devane dans Hôpital central
  - Kelly Sullivan pour le rôle de Sage Newman dans Les Feux de l'amour

#### Meilleur jeune acteur dans une série télévisée dramatique
- Bryan Craig pour le rôle de Morgan Corinthos dans Hôpital central
  - Pierson Fodé pour le rôle de Thomas Forrester dans Amour, Gloire et Beauté
  - James Lastovic pour le rôle de Joey Johnson dans Des jours et des vies
  - Tequan Richmond pour le rôle de TJ Ashford dans Hôpital central
  - Anthony Turpel pour le rôle R.J. Forrester dans Amour, Gloire et Beauté

#### Meilleure jeune actrice dans une série télévisée dramatique
- Lexi Ainsworth pour le rôle de Kristina Corinthos Davis dans Hôpital central
  - Reign Edwards pour le rôle de Nicole Avant dans Amour, Gloire et Beauté
  - Hunter King pour le rôle de Summer Newman dans Les Feux de l'amour
  - Chloe Lanier pour le rôle de Nelle Hayes dans Hôpital central
  - Alyvia Alyn Lind pour le rôle de Faith Newman dans Les Feux de l'amour

#### Meilleur invité dans une série dramatique
- Jim O'Heir pour le rôle de Matt Cannistra dans Amour, Gloire et Beauté
  - Tobin Bell pour le rôle de Yo Ling dans Des jours et des vies
  - Don Harvey pour le rôle de Tom Baker dans Hôpital central
  - Monica Horan pour le rôle de Kieran Cannistra dans Amour, Gloire et Beauté
  - Nichelle Nichols pour le rôle de Lucinda Winters dans Les Feux de l'amour

#### Meilleur présentateur de jeu télévisé
- Steve Harvey pour Une famille en or
  - Wayne Brady pour Let's Make a Deal
  - Craig Ferguson pour Celebrity Name Game
  - Pat Sajak pour La Roue de la fortune
  - Alex Trebek pour Jeopardy!

#### Meilleur présentateur de débat télévisé
- Julie Chen, Sara Gilbert, Sharon Osbourne, Aisha Tyler et Sheryl Underwood pour The Talk'
  - Harry Connick Jr. pour Harry
  - Kelly Ripa pour Live! with Kelly
  - Tamar Braxton, Adrienne Houghton, Loni Love, Jeannie Mai et Tamera Mowry-Housley pour The Real
  - Joy Behar, Jedediah Bila, Candace Cameron Bure, Paula Faris, Whoopi Goldberg, Sara Haines, Sunny Hostin et Raven-Symoné pour The View
  - Wendy Williams pour The Wendy Williams Show

#### Meilleur présentateur d'émission de débat informative
- Steve Harvey pour Steve Harvey
  - Mario Batali, Carla Hall, Clinton Kelly, Daphne Oz et Michael Symon pour The Chew
  - Mehmet Oz pour The Dr. Oz Show
  - Sunny Anderson, Katie Lee, Jeff Mauro, Marcela Valladolid et Geoffrey Zakarian pour The Kitchen
  - Larry King pour Larry King Now
  - Chris Hedges pour On Contact

### Réalisation
- Meilleure réalisation pour une série télévisée dramatique
- Hôpital central
  - Amour, Gloire et Beauté
  - Des jours et des vies
  - Les Feux de l'amour

### Scénario
- Meilleur scénario pour une série télévisée dramatique
- Les Feux de l'amour
  - Amour, Gloire et Beauté
  - Des jours et des vies
  - Hôpital central